# Aprusia strenuus
Aprusia strenuus là một loài nhện trong họ Oonopidae.
Loài này thuộc chi Aprusia. Aprusia strenuus được Eugène Simon miêu tả năm 1893.